# Pedro Rubiolo
Pedro Rubiolo (Rafaela, 21 de diciembre de 2002) es un rugbista argentino que se desempeña como segunda línea o tercera línea y juega en los Newcastle Falcons de la inglesa Premiership Rugby. Es internacional con los Pumas desde 2022.

## Carrera
Se formó deportivamente en el Círculo Rafaelino de Rugby (CRAR) de su ciudad natal, representó a la selección santafesina (juvenil) y fue entrenado en el PlaDAR. En 2021 debutó en la primera del CRAR y jugó el Torneo Regional del Litoral.
Se convirtió en profesional cuando fue contratado por los Jaguares XV, para jugar la Súper Liga Americana de Rugby 2021 y ganaron el título. Jugó nuevamente la siguiente temporada y otra vez ganaron la liga.
En enero de 2023 los Newcastle Falcons, un equipo de la liga inglesa Premiership Rugby, anunciaron su contratación hasta junio de 2025 y debutó contra el Cardiff Rugby en un partido del European Rugby Challenge Cup. 

## Selección nacional
Representó a los Pumitas en 2021 y jugó cuatro partidos ante los Baby Boks. También representó a Argentina XV, la segunda selección, jugando dos partidos y ganando el Americas Pacific Challenge 2021.
El australiano Michael Cheika lo convocó a los Pumas para disputar The Rugby Championship 2022 y allí debutó contra los Springboks en la última fecha, convirtiéndose en el Puma N° 886. Volvió a ser seleccionado para The Rugby Championship 2023, jugó frente a los All Blacks y Sudáfrica.
En las pruebas de preparación 2023 fue titular por vez primera, jugando ante los Springboks y España. Al 20 de septiembre, lleva jugadas seis pruebas y no marcó tries.

### Participaciones en Copas del Mundo
Cheika lo convocó a Francia 2023 como suplente, por detrás de los titulares Matías Alemanno y Guido Petti.
| Mundial                       | Sede    | Resultado  | PJ | Tries |
| ----------------------------- | ------- | ---------- | -- | ----- |
| Copa Mundial de Rugby de 2023 | Francia | 4to Puesto | 5  | 0     |

## Reconocimientos
- Mejor Atleta Rafaelino 2023.

Durante la Fiesta del Deporte 2023 de Rafaela, Santa Fe, Rubiolo fue galardonado como Deportista del Año en su ciudad natal, por su destacado desempeño. Este reconocimiento lo concede el gobierno municipal junto a los medios periodísticos deportivos locales.